# Пайн-Айленд-Сентер
Пайн-Айленд-Сентер (англ. Pine Island Center) — статистически обособленная местность, расположенная в округе Ли (штат Флорида, США) с населением в 1721 человек по статистическим данным переписи 2000 года.

## География
По данным Бюро переписи населения США, статистически обособленная местность Пайн-Айленд-Сентер имеет общую площадь в 11,14 квадратных километров, водных ресурсов в черте населённого пункта не имеется.
Статистически обособленная местность Пайн-Айленд-Сентер расположена на высоте 1 м над уровнем моря.

## Демография
По данным переписи населения 2000 года, в Пайн-Айленд-Сентер проживало 1721 человек, 527 семей, насчитывалось 750 домашних хозяйств и 953 жилых дома. Средняя плотность населения составляла около 154,49 человек на один квадратный километр. Расовый состав населённого пункта распределился следующим образом: 96,75 % белых, 1,16 % — коренных американцев, 0,23 % — азиатов, 0,70 % — представителей смешанных рас, 1,16 % — других народностей. Испаноговорящие составили 2,44 % от всех жителей статистически обособленной местности.
Из 750 домашних хозяйств в 23,3 % воспитывали детей в возрасте до 18 лет, 57,1 % представляли собой совместно проживающие супружеские пары, в 9,2 % семей женщины проживали без мужей, 29,7 % не имели семей. 23,7 % от общего числа семей на момент переписи жили самостоятельно, при этом 10,0 % составили одинокие пожилые люди в возрасте 65 лет и старше. Средний размер домашнего хозяйства составил 2,29 человек, а средний размер семьи — 2,67 человек.
Население статистически обособленной местности по возрастному диапазону по данным переписи 2000 года распределилось следующим образом: 20,3 % — жители младше 18 лет, 5,3 % — между 18 и 24 годами, 23,0 % — от 25 до 44 лет, 29,1 % — от 45 до 64 лет и 22,3 % — в возрасте 65 лет и старше. Средний возраст жителей составил 46 лет. На каждые 100 женщин в Пайн-Айленд-Сентер приходилось 103,7 мужчин, при этом на каждые сто женщин 18 лет и старше приходилось 101,0 мужчин также старше 18 лет.
Средний доход на одно домашнее хозяйство статистически обособленной местности составил 37 011 долларов США, а средний доход на одну семью — 46 212 долларов. При этом мужчины имели средний доход в 26 587 долларов США в год против 30 357 долларов среднегодового дохода у женщин. Доход на душу населения статистически обособленной местности составил 37 011 долларов в год. 1,9 % от всего числа семей в населённом пункте и 9,6 % от всей численности населения находилось на момент переписи населения за чертой бедности, при этом из них были моложе 18 лет и 19,0 % — в возрасте 65 лет и старше.